# Ryan Wright
Ryan Wright (geboren am 1. Juni 2000 in San Ramon, Kalifornien) ist ein US-amerikanischer American-Football-Spieler auf der Position des Punters. Er spielte College Football für die Tulane University und steht seit 2022 bei den Minnesota Vikings in der National Football League (NFL) unter Vertrag.

## Frühe Jahre und College
Wright besuchte die California High School in San Ramon, Kalifornien. Dort spielte er Baseball und Football und war in den letzten beiden Jahren neben seiner Position als Punter der Starting Quarterback seiner Highschool. Ab 2018 ging Wright auf die Tulane University, um College Football für die Tulane Green Wave zu spielen. Er etablierte sich in seiner ersten College-Saison als Punter der Green Wave und behielt diese Position für vier Jahre inne. In der Saison 2021 wurde Wright in die All-Star-Auswahl der American Athletic Conference (AAC) gewählt.

## NFL
Wright wurde im NFL Draft 2022 nicht ausgewählt und im Anschluss als Undrafted Free Agent von den Minnesota Vikings unter Vertrag genommen. In der Saisonvorbereitung konkurrierte er mit Jordan Berry, dem Punter der Vikings aus der Vorsaison, und konnte sich dabei durchsetzen, sodass Berry am 25. August 2022 entlassen wurde und Wright als neuer Punter der Vikings in die Saison 2022 ging. Am sechsten Spieltag wurde Wright als NFC Special Teams Player of the Week ausgezeichnet. Beim 24:16-Sieg gegen die Miami Dolphins erzielte er bei zehn Punts einen Durchschnitt von 44,1 Yards, dabei gelang ihm ein Punt über 73 Yards. Insgesamt platzierte er von 73 Punts in seiner Rookiesaison 32 innerhalb der 20-Yard-Linie und verursachte lediglich einen Touchback.